# Зоккомон
„Зоккомон“ (на хинди: ज़ॉक्कोमॉन) е индийски екшън, приключенски филм от 2011 г., на режисьора Сатяджит Баткал. Премиерата на филма е на 22 април 2011 г. в Индия.

## В ролите
| Актьор          | Роля                   |
| --------------- | ---------------------- |
| Даршил Сафари   | Кунал.                 |
| Манджари Паднис | Киту.                  |
| Анупам Кер      | Десраж, чичо на Кунал. |